# Gymnanthes dressleri
Gymnanthes dressleri är en törelväxtart som beskrevs av Grady Linder Webster. Gymnanthes dressleri ingår i släktet Gymnanthes och familjen törelväxter.
Artens utbredningsområde är Panamá. Inga underarter finns listade i Catalogue of Life.